# 刘清之
刘清之（1133年—1189年），字子澄，学者称静春先生，南宋官员。

## 生平
临江人，受业于兄刘靖之，甘贫力学，博极书传。绍兴二十七年（1157年）登进士第。调袁州宜春县主簿，未上任，丁父忧，服除（丧期满，除去丧服）后改建德县主簿。向本州申请让百姓自实其户。于是治下赋役、争讼都平息。三十二年（1162年）十月，减一年磨勘。
调任万安县丞。时江右大饥荒，本郡发檄文视察旱情，刘清之徒步到田间，亲自与百姓接触，将免除的赋税都问得实情。本州商议削减常平米的价钱，刘清之说：“此惠仅限三十里内罢了，外乡远民岂能来？老幼疾患之人必有饿死者。现在有粟的人家闭门不肯卖米，其实是担心抢夺的人太多。如果我主政，则大家得钱，百姓得米，双方都得利。”于是请求均分境内之地为八块，让有粟的人分别赈济自己乡里，由官府主持。刘清之做了谋划和防范的工作，百姓很依赖他。龚茂良向朝廷说了他救饥荒的事，官员们也都推荐他。
吏部侍郎、发运使史正志巡视部属到筠州，让刘清之收集州县畸零（指整数以外零余之数）赋税，刘清之不同意。他有同年生（同榜考中者）在史正志幕下，对他说：“侍郎因你所言，认为你爱民特立（有坚定的志向和操守），将要推荐你了，你可以上报自己的门第了。”刘清之写信给史正志说：“所谓赢资都是州县从百姓处侵害剥夺而来，法律所当禁止的。即使有赢资，也是所谓羡余（封建时代地方官吏向人民勒索来定期送给皇帝的各种附加税），从下面献上的时候就应该下诏阻止，现在朝廷禁止了又索求了，又要下面自己献上。不夺不餍（不得到全部就不满足），其弊不可胜言。希望侍郎自请于朝廷，姑且回到贰卿（指侍郎）的班次，主理大农经费，以佐国家。如此，则士人哪个不愿意出自侍郎之门？不然，我实在不敢玷污侍郎知人之明。”因推荐他的人两次说要经过吏部审查，刘清之最终没有去见丞相，而是去吏部接受铨选，得以被任为知宜黄县。
龚茂良入为参知政事，淳熙二年（1175年）五月，与丞相周必大向宋孝宗推荐刘清之。刘清之奉召入对，首先论说：“百姓受困，士兵骄横，大臣退避畏缩，小臣苟且偷安。希望陛下多看多听，集合大家的智谋，提纲挈领亲自缔造清明安定。古今未有风俗不可改变、弊政不可革除的，变通也在陛下一念之间。”又说用人四事：“一是辨贤否。说的是道义之臣大的可当经纶官，小的可为仪刑官。有功名的人士，大的可以临政，小的可以立事。至于仅专谋富贵利达的，可以不用了。二是正名实。说的是现在百官职守不明，不是旷官，就是侵犯逼迫。希望下诏史官考究设官本意，分别指出其主理何事，制旨亲自规定，记载在命书上，依开宝年间派遣诸州通判的故事，使人人知晓再行赏罚。三是使材能。说的是军旅必由武臣主理，钱谷必由能吏主理，必让忠信不欺的人士主事，使两类人都能一展所长。四是听换授。说的是文武之官不可违才而用，但不应该任他们自己陈说，应该四品以上文武大臣各自以性行材略及文武艺为依据，每年互相举荐堪充左右选（宋朝吏部铨叙官吏，以文选为左选，武选为右选）者一人，如果的确有入选资格，稍给予优奖。”孝宗很赞同。
乾道七年（1171年）十二月，减磨勘期一年；乾道年间，敷文阁直学士、提举佑神观兼侍讲、同修国史李焘推荐尤袤、刘清之十人为史官。
改太常寺主簿。丁母忧，除服后，三年（1176年）八月通判鄂州。鄂州是大军驻扎的地方，兵籍多伪造，刘清之报告本郡及诸司，请求从通判厅开始，让伪造者说实话再纠正。本州百姓妻张以节去世，嘉祐年间诏封旌德县君，表其墓为“烈女”，经历战乱后没人知道其墓，刘清之与郡守罗愿访求到后立祠。鄂州风俗计较利益又崇尚鬼，家贫而儿子壮年就出去入赘，习以为常，又尤其谨慎奉祀大洪山，病人不用药而听巫师，死后不土葬而火焚尸体，刘清之都下谕制止。主管湖北要抚司事兼权荆湖置司赵方曾问刘清之如何成就宰相的功业（亦喻巨大的功绩），刘清之答留意人才，于是赵方提拔名士陈晐、游九功等为大吏，诸名将多在其麾下，出身土豪的扈再兴、孟宗政也都得以推诚任用。
差权发遣常州，改衡州。自建炎以来，衡州军兴起，有请求大军月桩（南宋为支应军饷而加征的税款名目）过湖钱的，每年送漕司，至少七八万缗，以四邑收上来的曲引钱（一种酒税）及郡内的畸零苗米折纳（指按钱折价交纳粟帛）充当之。旧时法令，百姓有吉凶聚会，允许买引（商人运销货物的凭证）为酒曲，称之为曲引钱，其后价钱分等级缴纳。衡州治下有五邑，四邑的曲引钱都被上缴。取民财物不以正道，良民遍受其害，而狡黠的百姓往往欺凌轻视上官，连平常的赋税也不交。虽然得到曲引钱四五万缗，但损失的平常赋税不下数万缗。刘清之请于朝廷，愿意与总领所计算弥补损失，渐图减免。朝廷没有回复。于是刘清之告诫治下诸邑：监督管理常赋，缓行杂征，搁置旧日欠下的债务，停止预支，更新簿籍，谨慎推收（旧时民间田宅典当买卖时，报请官府办理产权和赋税的过户手续），督察勾销，明确逋负（拖欠赋税、债务），防带钞，治理顽梗，阻止官吏行奸，麻烦户长，费用有节，渗漏有防，稽考有政，慢慢补置。淳熙十四年（1187年），奏称：“史载炎帝陵在长沙茶陵，祖宗时给近陵七户看守，禁樵牧，如今都在康乐乡白鹿源，距县百里，祠庙荒废，应该复建庙，如前安排看墓者。”后来淳祐八年（1248年），湖南安抚大使、知潭州陈韡再言此事，获准。刘清之在衡州还命主簿程洵在县西重建舜庙，本人立祠祭祀胡铨。曾登花光山望见唐朝诗人杜甫葬处，慨然有感，于是在衡阳县南十五里建亭，题名为思杜亭。曾引诏书荐王镇安恬自好，知之者少，使其被除授湖北提举，但时人认为王镇昏聩，于是十三年（1253年）十一月，王镇被罢官。刘清之也曾荐江西名士数人于转运判官刘焞，其中以刘承弼为首。
先前，本郡装饰厨传（古代供应过客食宿、车马的处所）以侍奉常平、刑狱二使者，每月一次会集，相互赠礼。刘清之叹道：“这是什么时候？与其取之于民，哪比得上裁之于公。我之所以侍奉上官，是专心研究本职，无负于我治下的百姓就足够了。岂能勤于酒食货财？”将平常俸禄外的钱都交公，以帮助筹措费用。到任之日，兵无粮，官无俸禄，没有东西可以送给使者。后来本郡渐渐富裕，民力也稍有复苏。有需要报告的就亲手写，官吏不得参与。
刘清之曾作《谕民书》一编，首先说畏天积善、勤力务本，勉励农工商贾从业者，教他们事亲睦族、教子祀先、谨身节用、利物济人、婚姻以时、丧葬以礼。词意质朴直白，简单易从。百姓家里有此书，无理诉讼日渐衰息。
刘清之念士风未振，每次趁月讲之机再准备酒肴以招待诸生，和他们交流感情谈论学问，设为疑问以观其所向，然后从容展示先后本末之序。来的人一天天增加，就增筑临蒸精舍安顿他们。所讲习的内容，先是正经，其次是训诂音释，再次是疏先儒议论，再次研读今人的解说，然后各指其所宜用，人君治天下，诸侯治一国，学者治心治身治家治人，都有可举可行的。
刘清之建立阅武场。只要禁军在其他地方服役，隐藏在百工之间，都按军籍接受训阅。又在县东建造朱陵道院，左边祭祀张九龄、韩愈、寇准、周敦颐、胡安国，号为五贤祠；右边祭祀晋朝死节太守刘翼、宋朝死节内史王应之，号为二守祠。雅儒吉士每天周旋其间，多作参佐谋论。刘挚的孙子刘孝昌穷得不能自立，刘清之买田救济他。部使者因刘清之不能谄媚他们，厌恶他，写信给自己交厚的台臣，诬陷他劳民用财。淳熙十四年（1187年）十二月，判罢官，主管云台观。赵蕃曾随刘清之学习，请求监安仁赡军酒库，并完成学业，但他到衡州时，刘清之已被罢官。赵蕃也就请求做祠禄官，随刘清之回乡。后来真德秀在写《国史》时写道：“蕃于师友之际盖如此，肯负国乎！”
刘清之归乡后，筑槐阴精舍以安置前来的学者。胡晋臣、郑侨、尤袤、罗点都对皇帝力荐刘清之。宋光宗即位，起用刘清之知袁州，刘清之病发，仍写信给宰执议论国事。诸生前去侍疾，他不停止讲论，谈到天下就孜孜叹息，好像自己是负责者一样。病亡前，写信告别向浯、彭龟年，赋诗二首以告别朱熹、杨万里，取高氏《送终礼》授二子说：“自敛至葬，视此从事。”周必大来探病，说：“子澄其澄虑。”刘清之气息已微，说：“无虑可澄。”于是去世。次年，朱熹作《祭刘子澄文》。
起初，刘清之中进士后，欲考博学宏词科。见了朱熹后，就把所学的都取来焚烧了，慨然立志于义理之学。监察御史黄瑀死后，其子黄干去见刘清之，刘清之奇之，说：“你是远器（有才能、能担当大事的人），可以超过当时的学者。”淳熙三年（1176年）命他受业于朱熹；先前二年（1175年）五月，刘清之曾受临川守赵景明之邀，与陆九龄、吕祖谦参加鹅湖之会聆听朱熹、陆九渊等论辩；八年（1181年）四月，又请朱熹为诸生说《太极图仪》。吕伯恭、张栻都和刘清之神交心契，汪应辰、李焘也都敬慕他。丧母后，每展开阅看其手迹，涕泗交颐。从兄刘肃流落新吴，族父刘晔寓居丹阳、刘艾寓居临川，他都迎养。从祖子刘侨为邵州录事参军，死于吴锡之乱，刘清之遣其孙刘晋之致书邵州守臣，得其遗骨归葬。族人自远方来，刘清之就设馆留之，不忍让他们赶紧离开。曾讲说范仲淹《义庄规矩》，劝人多的大家族量力实施之。自己的家法则参考先儒礼书，定为祭礼而行之。高安人李好古与族人为钱财诉讼，去豫章见了刘清之，刘清之为他说《讼》、《家人》二卦，李好古醒悟，赶紧放弃诉讼，买了程氏《易》而回，最终成为善人。

## 著作
- 《曾子内外杂篇》、《训蒙新书外书》、《戒子通录》、《墨庄总录》、《祭仪》、《时令书》、《续说苑》、文集、《农书》，多散佚。[2]
- 《衡州图经》三卷[17]
- 《刘清之文集》二十三卷[18]
- 《戒子通录》八卷[19]
- 《青玉案（子寿父）》：江南十月春风早。见枝上、梅英小。爱日初升清雾晓。绣筵中启，星图高挂，膝下斑衣烧。

今年献寿多欢笑。弄玉新将二雏好。此曲尊前何所祷。十分康乐，十分强健，一树壮棒老。 
- 淳熙十年（1183年）刘清之开始帮朱熹编写《小学》，历时近七年完成。朱熹也曾问刘清之《近思录》的相关情况。

## 评价
- 黄干在祭文中说他“忧国以诚，抚民以慈”。
- 明朝嘉靖年间，衡州郡守蔡汝楠增祀刘清之，改五贤祠为六贤祠。[10]

## 家庭
五世祖刘式，高祖父刘立德，曾祖父刘斁；祖父刘武贤，娶妻李氏；父刘滁，原配丞议郎赵忠恕女，即刘清之母；子刘谊季、刘成季。